# Kapgrysbock
Kapgrysbock eller kapgrysbok (Raphicerus melanotis) är en art i underfamiljen gasellantiloper som förekommer i södra Afrika. Arten hittas bland annat i Bontebok nationalpark, Addo nationalpark och i naturskyddsområden vid Godahoppsudden. Den vistas även i närheten av människans boplatser.
Med en vikt av mellan 8 och 12 kilogram och en mankhöjd upp till 54 centimeter är kapgrysbock större än den nära besläktade arten Sharpes grysbock. Antilopen har en rödbrun päls som på ovansidan bär många vitaktiga strimmor. Undersidan är ljusare och saknar strimmor. De stora öronen har en vitaktig insida och den 4 till 8 centimeter långa svarta svansen är nästan osynlig. Bara hannar har korta och nästan raka horn.
Kapgrysbock är huvudsakligen aktiv på natten. De flesta individer iakttogs ensam och det antas att de har avgränsade revir. Födan utgörs av gräs, örter och blad. Dräktigheten varar i cirka 6 månader och ungarna föds huvudsakligen när det är sommar på södra halvklotet.